# Chłopcy z Placu Broni (zespół muzyczny)
Chłopcy z Placu Broni – polski zespół rockowy założony w marcu 1987 roku w Krakowie.

## Historia
Od początku istnienia grupy, jej liderem był wokalista, gitarzysta i twórca repertuaru grupy Bogdan Łyszkiewicz. W pierwszym składzie znaleźli się także: gitarzysta Jacek Królik, basista Waldemar Raźny i perkusista Wojciech Namaczyński. Obowiązki menedżera pełnił Jarosław Sokół. Zespół rozpoczynał swoją działalność pod patronatem Nowohuckiego Centrum Kultury.
W kwietniu 1987 roku w studiu Ojców Jezuitów w Krakowie grupa nagrała kasetę demo, na podstawie której Kora (Maanam) zarekomendowała zespół do konkursu Festiwalu w Jarocinie (był to jedyny rok w historii tej imprezy, kiedy wykonawca mógł wziąć udział w konkursie z poręczenia znanego muzyka). W Jarocinie Chłopcy z Placu Broni, w składzie z Jarosławem Kisińskim (równolegle Sztywny Pal Azji), znaleźli się w „Złotej dziesiątce” zdobywając uznanie publiczności (wbrew krzywdzącym opiniom krytyków) prostą, bezpretensjonalną, rockandrollową muzyką o „pozytywnym przekazie”.
Po powrocie z festiwalu muzycy nagrali dla Rozgłośni Harcerskiej piosenkę pt. Aeroplan, która stała się ich pierwszym ogólnopolskim przebojem. Drugim i zarazem największym przebojem w dziejach grupy była ironiczna w swojej wymowie piosenka pt. O! Ela, która przez kilka tygodni okupowała pierwsze miejsce Listę przebojów Programu Trzeciego. Przez dwa kolejne lata Chłopcy z Placu Broni święcili triumfy występując w Jarocinie (1988–1991), na Rock Opolu w ramach KFPP w Opolu (1988–1991), Muzycznym Campingu w Brodnicy (1988) i biorąc udział w trasach Krajowej Sceny Młodzieżowej. Szczególny entuzjazm wywołali w roku 1988 w Jarocinie i w Brodnicy.
W tym okresie przez zespół przewinął się grający na gitarze Jacek Dyląg (wystąpił m.in. w 1989 roku na festiwalu opolskim). Na rynku muzycznym Chłopcy z Placu Broni zadebiutowali w 1990 albumem studyjnym pt. O! Ela. Oprócz Łyszkiewicza i Namaczyńskiego w sesji nagraniowej udział wzięli: gitarzysta Krzysztof Zawadka (eks-Oddział Zamknięty i Daab), basista Paweł Nazimek (Sztywny Pal Azji; później T. Love) oraz drugi gitarzysta Marek Siegmunt. Na krążku nie znalazła się piosenka tytułowa, lecz przez dwa lata na listach przebojów pojawiały się inne – To koniec, Kiedy już będę dobrym człowiekiem, Chory kraj (inspirowany muzyką Iggy'ego Popa), Nasz nowy hymn i Kocham wolność.
Płyta O! Ela cieszyła się dużą popularnością, w przeciwieństwie do następnego krążka pt. Krzyż z 1991 roku, na którym po odejściu Zawadki zagrał Piotr Kruk, zaś po odejściu Nazimka Franz Dreadhunter (eks-Tilt i Bajm), z gościnnym udziałem gitarzysty Dżemu Jerzego Styczyńskiego i klawiszowca Janusza Grzywacza. Umiarkowane powodzenie drugiego albumu spowodowane było niewielką mocą promocyjną firmy Reynoll Music, założonej z myślą o wydaniu tej płyty. Atutami Krzyża są: równie udane kompozycje, większa dojrzałość i bardziej urozmaicony repertuar (większym powodzeniem cieszyło się drugie wydanie albumu z 1994, wzbogacone trzema bonusami – wydawcą była firma Bogdan Studio).
W roku 1993 dyskografia zespołu została wzbogacona o zbiór zatytułowany Kocham cię, najpopularniejszy w dorobku Chłopców z Placu Broni, który został sprzedany w przeszło stutysięcznym nakładzie. O popularności albumu zadecydowała obecność wczesnych przebojów O! Ela i Aeroplan oraz nowego przeboju, czyli piosenki tytułowej w innym kształcie znanej już z Krzyża i coveru Jeziora szczęścia Bajmu. W jego nagraniu, obok Łyszkiewicza i Dreadhuntera, wzięli udział Jacek Królik i Artur Malik, a także goście: Jan Borysewicz (gitara), John Porter (gitara akustyczna) i Wojciech Morawski (perkusja).
W 1993 Chłopcy z Placu Broni wystąpili na imprezie Rock FAMA w Świnoujściu – fragment występu trafił na kasetę Rock FAMA'93. Jesienią dali akustyczny koncert w studiu Radia Łódź nakręcony na potrzeby TVP, zaś w 1994 wydany na płycie Piosenki dla dzieci od lat 5 do 155. Zgodnie z formułą „Bez prądu”, grupa zmieniła aranżacje wykonywanych utworów i wzbogaciła je o brzmienie fortepianu oraz instrumentów smyczkowych. W tamtym okresie koncerty zespołu miały dwa oblicza – albo sam Łyszkiewicz dawał recitale z gitarą akustyczną, albo cały zespół w formule elektrycznej.
Pod koniec 1995 roku doszło do ostrego sporu między Łyszkiewiczem a wytwórnią MJM Music PL, spowodowanego oddaniem innemu wykonawcy związanemu z firmą – zespołowi Human – piosenki Kochaj autorstwa lidera Chłopców z Placu Broni (na płycie jego zespołu wydanej dopiero na płycie Uśmiechnij się! z 1996). W efekcie grupa rozpoczęła współpracę z Koch International Poland. W Dzień Kobiet w roku 1996 ukazał się kolejny album grupy, noszący tytuł Uśmiechnij się! nagranej z gitarzystą Siergiejem Pieriekriestowem i perkusistą Grzegorzem Schneiderem (eks- Homo Twist). Gościnnie na instrumentach klawiszowych zagrał realizator dźwięku Rafał Paczkowski i orkiestra smyczkowa.
W połowie lat 90. kilkukrotnie występował w klubach polonijnych w Stanach Zjednoczonych. W 1998 roku ukazał się koncertowy album Chłopców Z Placu Broni zatytułowany Gold. Kolejny album pt. Polska ukazał się w 2000 roku. Piosenka pt. Piosenka piłkarska stała się hymnem polskiej reprezentacji podczas eliminacji do Mistrzostw Europy 2000. Płyta została nagrana z udziałem Andrzeja Bańki na gitarze i Mateusza Misiora na perkusji. 23 czerwca 2000 Łyszkiewicz zginął w wypadku samochodowym, co oznaczało koniec działalności Chłopców z Placu Broni.
Zespół został reaktywowany 23 czerwca 2015, w 15. rocznicę śmierci lidera zespołu. Grupa powróciła z inicjatywy Franza Dreadhuntera oraz grupy przyjaciół (w tym Jarosława Sokoła – pierwszego menedżera zespołu i pomysłodawcy nazwy oraz perkusisty Wojciecha Namaczyńskiego), pragnących upamiętnić lidera grupy i piosenki, które skomponował – w tym przeboje: O! Ela, Kocham cię, Aeroplan i Kocham wolność.
W ramach obchodów 70-lecia Nowej Huty (26 i 27.09.2019) w Nowohuckim Centrum Kultury odbyły się dwa spektakularne koncerty symfoniczne grupy pod nazwą Sings & Strings (część akustyczna i część elektryczna), z udziałem chóru Gods Property oraz kwartetu smyczkowego Altra Volta.

## Skład zespołu

### Obecny skład
Stan na 2023
- Janusz Iwański — śpiew
- Paweł Król – gitara, śpiew
- Robert Gliński – gitara, śpiew
- Franz Dreadhunter – gitara basowa
- Wojciech Namaczyński – perkusja

### 1987–2000
- Bogdan Łyszkiewicz – śpiew, gitara, piano
- Jacek Królik – gitara
- Jarosław Kisiński – gitara
- Krzysztof Zawadka – gitara
- Marek Siegmund – gitara
- Jacek Dyląg – gitara
- Piotr Kruk – gitara
- Siergiej Pieriekriestov – gitara
- Andrzej Bańka – gitara
- Waldemar Raźny – gitara basowa
- Franz Dreadhunter – gitara basowa
- Wojciech Namaczyński – perkusja
- Artur Malik – perkusja
- Grzegorz Schneider – perkusja
- Mateusz Masior – perkusja
- Paweł Nazimek – gitara basowa

### 2015
- Dariusz Litwińczuk – śpiew, gitara
- Piotr Czerwiński – gitara
- Jarosław Miszczyk –  instrumenty klawiszowe
- Adam Drzewiecki – instrumenty klawiszowe
- Franz Dreadhunter – gitara basowa
- Wojciech Namaczyński – perkusja
- Artur Malik – perkusja

### 2017–2021
- Maciej Czernecki  – śpiew, gitara
- Paweł Król – gitara (od 2019)
- Robert Gliński – gitara (od 2019)
- Wojciech Królikowski – instrumenty klawiszowe (od 2019 roku)
- Franz Dreadhunter – gitara basowa
- Wojciech Namaczyński – perkusja

### 2021–2023
- Szymon Pejski – śpiew, gitara
- Paweł Król – gitara, śpiew
- Robert Gliński – gitara, śpiew
- Tomasz Holewa – instrumenty klawiszowe
- Franz Dreadhunter – gitara basowa
- Wojciech Namaczyński – perkusja

## Dyskografia

### Albumy studyjne
| Rok  | Tytuł                                                                |
| ---- | -------------------------------------------------------------------- |
| 1990 | O! Ela - Data: 6 sierpnia 1990 - Wydawca: Polton                     |
| 1991 | Krzyż - Data: 8 sierpnia 1991 - Wydawca: Reynoll Music               |
| 1993 | Kocham cię - Data: 14 maja 1993 - Wydawca: MJM Music PL              |
| 1996 | Uśmiechnij się! - Data: 23 lutego 1996 - Wydawca: Koch International |
| 2000 | Polska - Data: 10 maja 2000 - Wydawca: Pomaton EMI                   |

### Albumy koncertowe
| Rok  | Tytuł                                                                    |
| ---- | ------------------------------------------------------------------------ |
| 1994 | Piosenki dla dzieci od lat 5 do 155 - Data: 1994 - Wydawca: MJM Music PL |
| 1998 | Gold - Data: 1998 - Wydawca: Koch International                          |

### Kompilacje
| Rok  | Tytuł                                                                                              |
| ---- | -------------------------------------------------------------------------------------------------- |
| 2000 | Gwiazdy spadają z nieba - Data: 17 lipca 2000 - Wydawca: Sony Music                                |
| 2004 | The Best – Kocham wolność - Data: 27 marca 2004 - Wydawca: Agencja Artystyczna MTJ                 |
| 2007 | Gwiazdy polskiej muzyki lat 80. - Data: 20 listopada 2007 - Wydawca: TMM Polska, Planeta Marketing |

## Nagrody
- 1988 – II nagroda na Festiwalu Muzyki Rockowej w Jarocinie